# Comté de Benson
Le comté de Benson est un comté du Dakota du Nord, aux États-Unis.

## Démographie
| 1890  | 1900  | 1910   | 1920   | 1930   | 1940   |
| ----- | ----- | ------ | ------ | ------ | ------ |
| 2 460 | 8 320 | 12 681 | 13 095 | 13 327 | 12 629 |

| 1950   | 1960  | 1970  | 1980  | 1990  | 2000  |
| ------ | ----- | ----- | ----- | ----- | ----- |
| 10 675 | 9 435 | 8 245 | 7 944 | 7 198 | 6 964 |

| 2010  | - | - | - | - | - |
| ----- | - | - | - | - | - |
| 6 660 | - | - | - | - | - |